# 2022 au Pakistan
Cet article présent les faits marquants de l'année 2022 au Pakistan.

## Évènements
- mars-mai : canicule de 2022 en Inde et au Pakistan
- 4 mars : une attaque dans une mosquée de Peshawar, au Pakistan, tue au moins 63 personnes et en blesse plus de 190 autres.
- 10 avril : le Premier ministre Imran Khan est démis par une motion de censure de l'Assemblée nationale.

- Juin - août : des inondations font au moins 1 000 morts.
- 3 novembre : une personne est tuée et neuf autres sont blessées dans une tentative d'assassinat ratée visant l'ancien Premier ministre pakistanais Imran Khan.